# Хоронько, Дмитрий Юрьевич
Дмитрий Хоронько  (28 августа 1971 года, Харьков, УССР, СССР) — российский актёр и музыкант.

## Биография
- В шестнадцатилетнем возрасте переехал из Харькова в Ленинград.
- В 1992 году окончил актёрский факультет ЛГИТМиКа (курс В. В. Петрова)
- С 1992 по 2004 год – актёр театра имени Ленсовета
- С 1995 года – руководитель и солист ансамбля «Хоронько-оркестр»
- 1997 – лауреат Конкурса актёрской песни имени Андрея Миронова
- Автор музыки к фильмам «Запасной инстинкт», «Цвет неба», «Долг», «Девочка моя»

## Оценки творчества
"Хоронько называют шутом, мастером карнавала, а жанр, в котором он выступает – джазовым кабаре".
"Хоронько — создатель «Хоронько-оркестра», последнего писка столичной клубной моды. Он поёт «Чубчик» голосом Тома Уэйтса. Он исполняет «Мурку» с вариациями из Седьмой симфонии Шостаковича. Из любой блатоты он способен сделать изящную музыкальную трагедию или триллер. В умных кругах его называют основоположником «альтернативного шансона» — в пику нашим приплетённым радийкам и студийкам".

## Театральные работы
В театре имени Ленсовета:
- «На бойком месте» А. Н. Островского (Пыжиков)
- «Самодуры» К. Гольдони (Филипетто)
- «Ревизор» Н. В. Гоголя (Хлестаков)

В «Школе современной пьесы»:
- «Шинель/Пальто» (автор музыкальной концепции/исполнитель роли «альтер-эго» Башмачкина)

## Фильмография
- «Повелитель эфира»,
- «Запасной инстинкт»,
- «Долг»,
- «Девочка моя»,
- «Наследница»,
- «Восьмидесятые»,
- «Глупая…»,
- «Сизый голубочек»,
- «ИЛЬФИПЕТРОВ»